# Glenn Carano
(en) Statistiques sur pro-football-reference
Glenn Carano est un joueur américain de football américain.

## Biographie
Glenn Thomas Carano est né le 18 novembre 1955 à San Pedro en Californie.
Il débute comme quarterback à l'Université du Nevada de Las Vegas à Las Vegas en 1976. 
Il débute avec les Cowboys de Dallas en 1978. Il a gagné le Super Bowl de 1978. En 1984, il joue pour les Pittsburgh Maulers.
Il est membre par la suite de la commission d’athlétisme du Nevada. 
Il est le père de Gina Carano, Kasey et Christi.